# 微笑 (電影)
是一部2022年美國心理恐怖片，由帕克·菲恩編導，故事改編他的2020年短片《蘿拉還未睡》，由蘇西·貝肯、傑西·亞瑟、凱爾·加納、羅賓·薇格特、凱特琳·斯塔西、凱爾·潘和羅伯·摩根主演。劇情講述蘿絲·卡特醫師（貝肯飾演）目睹了涉及一名患者的離奇、創傷事件後，開始經歷著無法解釋的可怕事件；她必須面對自己令人不安的過去才能生存並逃離可怕的新現實。
《微笑》由派拉蒙影業排定2022年9月30日於美國上映，發行後獲得的評價以正面為主，媒體和影評家稱讚本片的驚悚、執導、令人不安的基調與演員表演，尤其蘇西·貝肯的演出獲讚。批評處主要針對片長以及與其他恐怖作品的相似之處，例如《午夜凶鈴》與《靈病》。續集《微笑2》排定2024年10月18日於美國上映。

## 劇情
任職醫院的心理醫生蘿絲·卡特會見一名因精神不穩定而送醫觀察的女大學生蘿拉·威佛，得知蘿拉幾天前目睹她的藝術教授自殺身亡，從那以後便受到某種面帶恐怖笑容、能以任何人的形態顯現的“靈體”糾纏，而無論如何求助都沒有人相信她的話。蘿絲原以為蘿拉是罹患創傷後遺症，但蘿拉緊接著倒在地上抽搐、痛苦不堪，最後突然站在蘿絲面前一動不動，面帶著恐怖笑容、拿起一塊花瓶碎片割喉自殺身亡。親眼目睹病人自殺也為蘿絲留下不小的精神創傷，但她仍然積極面對生活、回歸工作。然而隔天，蘿絲開始經歷蘿拉死前所描述過的可怕幻覺，一名本無攻擊性的病人卡爾在病房內面帶相同的笑容，甚至慢慢走向蘿絲大喊「你會死！」，當恐慌的蘿絲回頭呼叫醫護人員前來將卡爾束縛時，卻發現卡爾躺在床上、完全沒有起身，蘿絲因此被上司摩根·德賽勒令休假一星期。
在接下來的幾天，蘿絲的幻覺逐漸加重，導致她身邊的親朋好友都開始認為她變得焦慮、多疑且危險。蘿絲決定去探望自己兒時的心理醫生瑪德琳·諾斯科特，其認為發生在蘿絲身上的現象源於她兒時留下的創傷，因蘿絲生在一個暴力單親家庭中，其母曾因服藥過量而死在床上。蘿絲決定聽從建議而舒緩一下身心，前去參加自己的七歲侄子傑克森的生日派對。但在拆禮物時，蘿絲原本準備的小火車模型、卻莫名變成蘿絲失蹤數日的寵物貓屍體，在派對上引發巨大騷動。就在蘿絲不知如何解釋時，卻在客人中看見冒充成女客人的微笑靈體而當眾大罵，最後不慎失足摔進玻璃桌而被碎片割傷手臂。事情的發生使蘿絲堅信自己受到詛咒，但無論是姐姐荷莉一家以及未婚夫崔佛都不相信她，兩方反而都覺得是蘿絲在妄想、發瘋，迫使蘿絲決定自行調查事情原委以及靈體的真面目。
經過得知蘿拉死前是因為目睹教授自殺才開始經歷這些現象後，蘿絲先去拜訪該教授的遺孀維多莉亞·穆尼奧斯，獲知其丈夫也是因為曾目睹一場離奇自殺而走上絕路。蘿絲同時求助自己的警察前男友喬爾，查閱警方資料後發現總共20起相同模式且串聯的詭異自殺事件，全部先是有受害者面帶恐怖微笑、當著一名目擊者的面自殺，從而使該目擊者同樣以慘絕人寰的方式到別人面前自殺；導致該模式一直延續到至今。但唯一的例外則是一名會計羅伯特·塔利，其因為當著另一名目擊者的面殺死一名陌生女子而入獄。為了查證解決方案，蘿絲冒險到獄中探望塔利，得知他也曾對該靈體做過調查，表示牠是以每個受害者的心理創傷為食、並是牠的力量來源。塔利供述原先在巴西就有案例，唯一能脫離詛咒的方法則是當著一名目擊者的面殺死某人，得以將該詛咒傳遞給這名目擊者。
心慌意亂的蘿絲拒絕靠殺人來脫離詛咒，但得知每一位受害者都沒能活過一星期，深感時日無多而帶著刀來到醫院，當著上司摩根的面捅死病人卡爾。但最後卻在自己車上驚醒，意識到自己剛剛經歷一場幻覺。而摩根碰巧撞見蘿絲在車中塞一把刀，但因蘿絲立刻超速逃跑而只能通報警察。無處可去的蘿絲選擇斷絕一切聯繫以不牽連任何人，獨自回到自從母親死後便荒廢的老家住宅。夜裡，蘿絲與化為自己母親形態的靈體對峙，過程中回憶起自己曾選擇對即將藥物過量致死的母親袖手旁觀以永遠擺脫她，靈體隨後開始對蘿絲攻擊，直到蘿絲將手中的煤油燈砸向牠，看似將靈體與屋子付之一炬。
原以為自己成功擺脫詛咒的蘿絲回去找喬爾獨處，但面前的喬爾突然露出詭異的笑容，表示自己“永遠不會離開她”。驚恐萬分的蘿絲跑出門外，卻發現自己其實從未離開過老家住宅，之前著火的情景仍是逼真的幻覺。這時，靈體來到絕望無措的蘿絲面前現出真正的原形，一隻駭人、無皮膚、擁有多組畸形下巴的半人形怪物，其身體是由牠先前吞噬的所有受害者的身體所組成。蘿絲直接被嚇得失去心智，靈體則直接鑽入意志崩潰的蘿絲體內進行附身。喬爾靠追蹤蘿絲手機而趕來破門而入，最後卻目睹面帶詭異笑容的蘿絲用煤油燈自焚身亡，詛咒也因此傳遞到喬爾身上。

## 演員
- 蘇西·貝肯（英语：Sosie Bacon）飾演蘿絲·卡特醫師
- 傑西·亞瑟飾演崔佛
- 凱爾·加納飾演喬爾
- 羅賓·薇格特（英语：Robin Weigert）飾演瑪德琳·諾斯科特醫師
- 凱特琳·斯塔西飾演蘿拉·薇佛
- 凱爾·潘飾演摩根·德賽醫師
- 羅伯·摩根飾演羅伯特·塔利
- 茱蒂·雷耶斯（英语：Judy Reyes）飾演維多利亞·穆尼奧斯
- 吉蓮·珍塞爾（英语：Gillian Zinser）飾演霍莉

## 製作
2021年9月，宣佈蘇西·貝肯簽約參演一部片名為《蘿絲有問題》的電影。該片由帕克·菲恩編導，改編自他的2020年短片《蘿拉還未睡》，廟山娛樂和派拉蒙玩家影業製片。10月，傑西·亞瑟、凱爾·加納、羅伯·摩根、凱爾·潘、茱蒂·雷耶斯、吉蓮·珍塞爾和凱特琳·斯塔西參演。2022年5月，片名簡化為《微笑》（Smile）。同月底，克里斯托瓦·塔皮亞·德·維爾被聘來為電影配樂。

### 拍攝
主體拍攝2021年10月在紐澤西州開始進行。拍攝地點包括霍博肯。

## 發行
《微笑》由派拉蒙影業排定2022年9月30日於美國上映。

## 評價
根据評論匯總网站爛番茄汇总的156篇评论文章，78%的评论家给予该作正面评价，平均打分为6.6分（满分10分），網站影評家共識寫道：「令人毛骨悚然的視覺效果和傑出的蘇西·貝肯進一步提升了《微笑》對創傷令人不安的探索，成为罕见的在短片基础上进行扩展的专题片。」Metacritic根據25條評論（19條好評，5條褒貶不一，1條差評），獲得加權平均分數68分（滿分100分），代表「普遍好評」。
| 上一届： 《別擔心親愛的》 | 2022年美國週末票房冠軍 第39-40週 | 下一届： 《月光光新慌慌：萬聖結》 |

## 外部連結
- 官方网站
- 互联网电影数据库（IMDb）上《微笑》的资料（英文）
- 豆瓣电影上《微笑》的資料 （简体中文）